# Haász Gyula
Haász Gyula, olykor Haasz, vagy Haas (Budapest, 1877. október 8. – Budapest, Józsefváros, 1951. október 13.) magyar építész.

## Élete
Haasz Lipót és Neumann Auguszta fiaként született, izraelita vallású családban. Apja a Haasz Lipót és fia fakereskedő cég alapítója volt. Testvérei közül Emil bátyja apjuk cégében volt társ, Bertalan bátyja ügyvéd volt, Lujza húga Klein Sándor felesége volt. A budapesti József Műegyetemen 1901-ben szerzett oklevelet, Steindl Imre mellett Czigler Győző és Hauszmann Alajos is tanította. Több éven át Bécsben tervezőirodákban volt gyakorlaton, majd 1906-tól kezdve egykori egyetemi évfolyamtársával Málnai Bélával közösen tervezett épületeket. Köz- és magánépületek sora kötődik nevéhez, így a miskolci zeneakadémia épülete is. Több pályadíjat nyert. 1910. április 2-án Budapesten, a Terézvárosban házasságot kötött Haas Olgával, Haas Jakab és Novák Wilhelm Teréz lányával. Apja halála után 1924-ben, testvérével Emillel, újjáalakították apjuk cégét "Haasz Lipót és fia fakereskedelmi rt" néven, melynek résztulajdonosa volt. 1951. október 13-án hunyt el Budapesten, a Szent Rókus Kórházban (Gyulai Pál utca 2.), gyomorátfúródás következtében.
A Kozma utcai izraelita temetőben nyugszik.

## Ismert épületei

### Málnai Bélával közös alkotások
- 1906–1907: Vasvári-ház (ma Margit udvar), 1024 Budapest, Margit körút 7. - Mecset utca 11-13. - Margit utca 2-4.[9]
- 1909: Schiffer-ház, 1076 Budapest, Murányi u. 2.[10]
- 1909–1910: Wagner-ház, 1111 Budapest, Budafoki út 51.[11]
- 1909–1910: Építő és Telekértékesítő Rt. bérháza, 1111 Budapest, Budafoki út 41/a-b[12]
- 1909–1910: Székesfővárosi kislakásos bérháztömb, 1087 Budapest, Hungária körút 32-34.[13][14]
- 1909–1910: Szedő Gáspár és neje villája, 1125 Budapest, Virányos út 21.[15]
- 1910–1911: Sugár-Andrényi ikerbérház, 1132 Budapest, Kresz Géza u. 24-26.[16]
- 1910–1911: Förster-ház, 1132 Budapest, Visegrádi utca 23.[17][18][19]
- 1910: Rosenfeld-ház, 1067 Budapest, Eötvös utca 29.[20]
- 1910–1911: Ruchbinder-ház, 1081 Budapest, Népszínház utca 35.[21]
- 1911–1912: Haász-ház, 1137 Budapest, Tátra utca 4.[22]
- 1911–1912: Bäck-ház, 1137 Budapest, Tátra utca 3.[23]
- 1911–1912: Wagner-ház, 1061 Budapest, Székely Mihály utca 10.[24]
- 1912: Deutsch-ház, 1095 Budapest, Mester utca 18.[25]
- 1912: Freund-ház, 1056 Budapest, Irányi u. 5.[26]
- 1912–1913: Cseh-Magyar Iparbank Rt. székháza, 1051 Budapest, Nádor utca 6. (Heidelberg Sándor is részt vett a tervezésben)[27][28]
- 1912–1913: ikerlakóház egyik része, 1192 Budapest, Kós Károly tér 8. (az ikerlakóház Kós Károly tér 7-es számú épületét Prokisch János tervezte)[29]
- 1914–1915: Kalmár-ház, 1111 Budapest, Bartók Béla út 50.[30]

### Málnai Bélával közös tervpályázatok:
- 1906: Beregszászi törvényszéki épület (megvétel)[31]
- 1907: Erzsébetvárosi törvényszéki épület[32]
- 1907: Szentes, városháza (megvétel)[33]
- 1907: Miskolc, zenepalota (1. díj)[34]
- 1907: Magyar református konvent székháza, Budapest (megvétel)[35]
- 1907: Egyesült Óbecsei Takarékpénztár rt székháza (1. díj)[36]
- 1909: Borsod megyei takarékpénztár rt. székháza, Miskolc (díjazott terv)[37]
- 1911: Budapesti Bank rt. székháza (1. díj és kiviteli megbízás)[38]
- 1913: Magyar kereskedelmi csarnok (díjazott terv)[39]
- 1913: A fiumei állami főgimnázium. (4. díj)[40][41]

### Önálló művei:
- 1927: Kőszeg-ház, Budapest, Buday László utca 14. - Kút utca 1.